# Daya (piosenkarka)

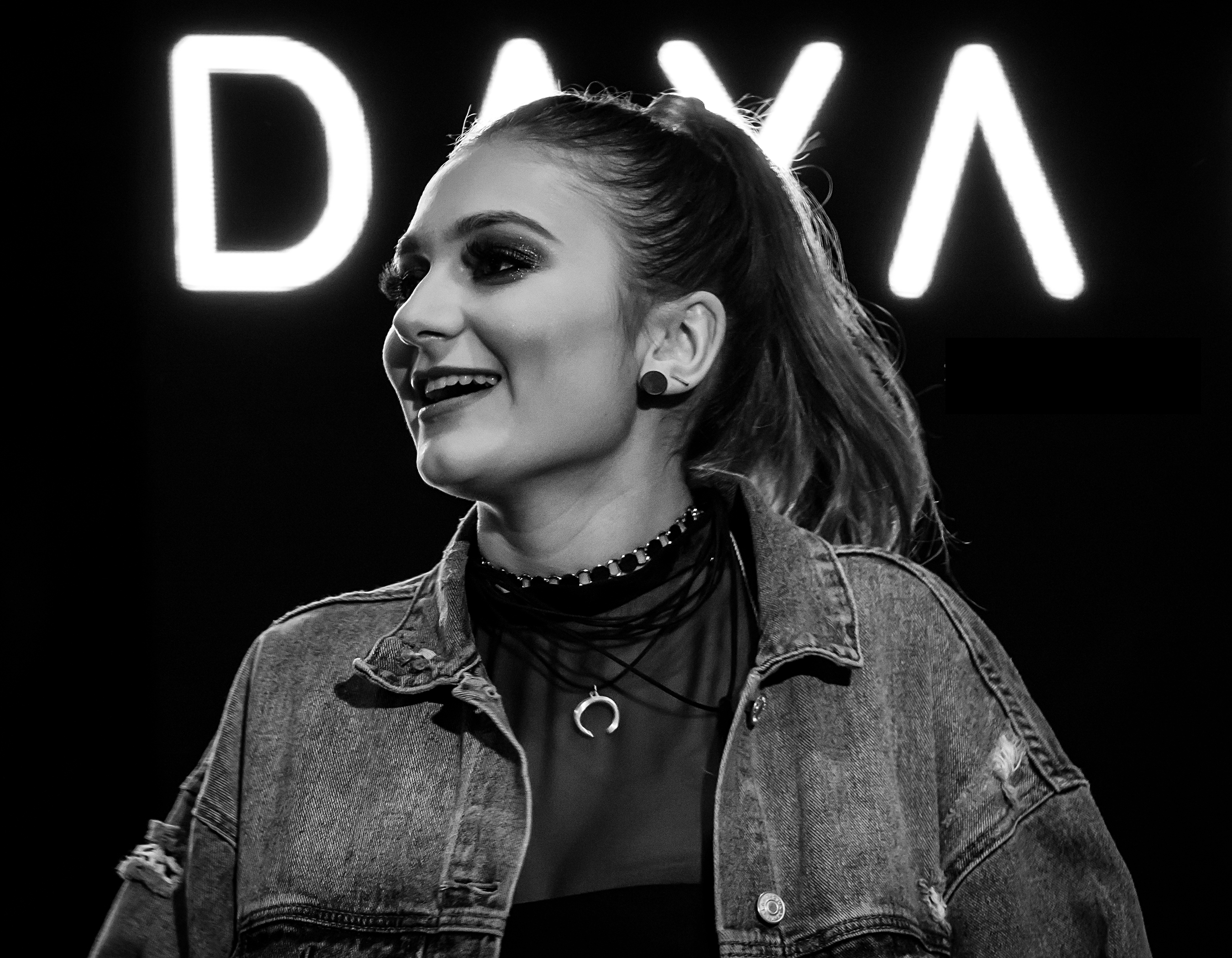
Daya, zdjęcie z 2016 roku

Daya, właśc. Grace Martine Tandon (ur. 24 października 1998 w Pittsburghu) – amerykańska piosenkarka i autorka tekstów. Tworzy w gatunkach pop, synth pop i electronic.
Zadebiutowała EP pod tytułem Daya 4 września 2015. Utwór z tego krążka, „Hide Away”, dotarł do 23. miejsca listy Hot 100. Pierwszy album studyjny, Sit Still, Look Pretty ukazał się 7 października 2016.
W lutym 2016 roku gościnnie wystąpiła w piosence „Don’t Let Me Down” zespołu The Chainsmokers, która na liście Hot 100 dotarła do miejsca 3. Utwór ten zdobył nagrodę Grammy w kategorii Best Dance Recording za rok 2017. Singiel w Polsce uzyskał status czterokrotnie platynowej płyty.